# Македонска ренесанса
Македонска ренесанса (грч. Μακεδονική Αναγέννηση) јесте историографски термин који се користи да означи за процват византијске културе у 9.–11. веку, под влашћу македонске династијем (867–1056), након преврата и трансформација од 7. до 8. века, такође познатих као „византијско мрачно доба„. Период је познат и као доба византијског енциклопедизма, због покушаја систематског организовања и кодификације знања, о чему говоре дела аутора-цара Константин VII Порфирогенита.

## Историографски термин
Због проблема са термином, научници су користили алтернативне називе да опишу овај период, укључујући „ренесансу“ (са малим „р“), „ренесансу“, Средњу византијску ренесансу или Прву византијску ренесансу (ренесанса Палеолога из 13. века је друга). Термин Македонска уметност означава уметност овог периода.
Термин македонска ренесанса први је употребио Курт Вајцман у свом делу из 1948. године, The Joshua Roll: A Work of the Macedonian Renaissance. Он у књизи описује архитектуру Македоније. Истовремено, рукописеи „Париског псалтира“ су научници назначили као најбољи примери македонске ренесансе.

## Историјска позадина
Током 7. до 8. века, књижевна продукција је доживела драстичан пад упркос постепеном увођењу папира уместо скупљег пергамента. Књиге су у овом периоду биле ретке и биле су у власништву само најбогатијих аристократа.
Од 7. века па надаље, средњовековни грчки је био једини језик управе, владе и уметности у Византијском царству, док је религија била православно хришћанство.
Док је Западно римско царство пропало на почетку средњег века, Источно римско царство је опстало и имало периоде процвата. То је углавном због његове стратешке локације погодне за трговину, али и због начина на који је царевина била у стању да задржи своје непријатеље. Василије I Македонац (867–886), оснивач македонске династије византијских владара, рођен је у Тракији у сељачкој породици за коју се тврди да је јерменског порекла. Био је запослен у утицајним круговима Цариграда и брзо га је унапредио цар Михаило III Аморијац који је на крају постао ко-цар. Политичким маневрисањем успео је да себи обезбеди позицију цара, а затим је започео војне и дипломатске кампање да обезбеди царство. Његова династија је била у стању да одржи период мира под којим су економија, филозофија, уметност и култура могле да напредују.
Два главна догађаја су утицала да се покрене препород културе и образовања у царству: ово је била већа укљученост цркве у образовање (попут оних у Студитском манастиру), док је друга била концентрација културног живота у Цариграду због покрета народа са села, који је постао магнет за интелектуалце.

## Уметност и архитектура
Производња религиозне уметности великих размера настављена је тек после Другог иконоборства 843. године. Уметност македонске ренесансе задржала је корене из касног римског периода, користећи своје декоративне и уметничке стилове. Овај период је произвео помак од забране сликања религиозних личности. Нови стил уметности је можда инспирисао италијанске уметнике као што су Чимабуе и Ђото непосредно пре почетка италијанске ренесансе, у проторенесанси.
У другој половини 9. века био је богат програм преуређења цркава, попут израде мозаика у Аја Софији.

## Књижевност и образовање
До македонске ренесансе, у том периоду је такође дошло до пролиферације књижевности, као што је De Ceremoniis („Књига церемонија“), која се фокусирала на управљање, дипломатске интеракције са суседним народима и друге обичаје тог времена. Образовање је такође поново постало приоритет. На Цариградском унвиерзитету су радили научници као што је Михаил Псел, који је написао дело Chronographia, историју четрнаест византијских владара. У међувремену, законске реформе су имале за циљ да ограниче моћ и раст великих земљопоседника формирањем трговачких еснафа који су омогућили држави да контролише раст како је описано у Књизи Епарха .
Док се бавио науком и математиком, Лав Математичар је дао велики допринос овој теми, а био је познат и по томе што је конструисао оптички телеграф од Цариграда до источних региона царства. Зграда Магнавре у Цариграду је већ 849. постала школа, а на њеном челу је био Лав Математичар чији су радови данас изгубљени.

### Енциклопедизам
Француски византолог Пол Лемерл је увео термин енциклопедизам за овај период, да би описао систематске покушаје уређивања и организовања знања у свим сферама културне и административне делатности. Ова активност резултирала је састављањем приручника о судској хијерархији и администрацији (Taktika), војним пословима, опорезивању, пољопривреди (Геопоника), референтним радовима као што су Суда енциклопедија и Библиотека, као и новим кодификацијама римског права (Базилика) и прописи у Књизи Епарха. Дух тог доба илустровао је цар Константин VII Порфирогенит, који је произвео три енциклопедијска приручника: De administrando imperio, De Thematibus и De Ceremoniis. Друге значајне личности били су полиматичари Лав математичар, патријарх Фотије и Арета из Цезареје. Међутим, како примећује Александар Каждан, њихов „акценат није био на креативности, већ на копирању и сакупљању”.